# كيدريش ريس
ويليام رونالد ريس جونز (26 ديسمبر 1915 - 22 مايو 1987)، الذي استخدم اسم (كيدريش ريس)، كان صحفيًا ومحررًا أدبيًا وشاعراً من مدينة ويلز. كان محررًا لمجلة «ويلز» التي نُشرت من عام 1937 إلى عام 1949 ومن عام 1958 إلى عام 1960 .

## السيرة الذاتية
ولد ويليام رونالد ريس جونز في مدينة ويلز سنة 1915، في بيت لحم، كارمارثينشاير.
في سنة 1937 بدأ نشر المجلة الدورية الأدبية ويلز. وظل ويليام محررًا للمجلة طوال حياتها، من سنة 1937 إلى سنة 1949 ومن سنة 1958 إلى سنة 1960.
في عام 1939 تزوج من الشاعرة لينيت روبرتس.  طوال الأربعينيات من القرن الماضي، عاشوا في لانيبري (كارمارثينشاير)، وأنجبا طفلين، ابنتهما أنغراد (مواليد 1945) وابنهما برادين (مواليد 1946).  خلال هذه الفترة نشر مجموعته الشعرية ذا ڨان بو (1942)وقصائد زوجته (1944).
في عام 1949 انفصل عن زوجته، وفي ذلك العام توقف إصدار المجلة الدورية ويلز، ولم يتم إعادة النظر في نشر المجلة حتى عام 1958، وفي ذلك الوقت كان ريس يعيش في لندن.
عاش في مزرعة بينيبونت، لانجادوك، كارمارثين.
توفي في 22 مايو 1987. يوجد أرشيف لمخطوطاته في مكتبة ويلز الوطنية في أبيريستويث. وصور فوتوغرافية لـ ريس إلتقطها هوارد كوستر وإيدا كار واحتفظوا بها في معرض الصور الوطني ، لندن.

## مجلة ويلز
انظر للمقال الرئيسي ويلز (مجلة)
وكانت فترة ما بين سنة 1937 إلى سنة 1949 ومن سنة 1958 إلى سنة 1960، جعل جُل تحريره لمجلة ويلز،  للتوجه للكتابة باللغة الإنجليزية في ويلز.  نشر ريس في المجلة مقالات وقصصًا وقصائد من قبل الكُتاب الويلزيين أو الكُتاب المشتركين مع ويلز مثل ألون لويس، سوندرز لويس، ديلان توماس، جلين جونز ولينيت روبرتس.  كانت المجلة محاولة لتوفير منصة «للكتاب الويلزيين الشباب في بداياتهم» الذين شعروا بتهميش مساهمتهم في الثقافة البريطانية، وساهموا في إنشاء مفهوم الأدب الأنجلو ويلزي أو الكتابة الويلزية بالإنجليزية.
كتب الشاعر روبرت جريفز إلى ريس ولينيت روبرتس أنه يأمل في أن تكون مجلة ويلز الدورية «وسيلة تسجيل» لحركة جديدة من الشعراء السلتيك ذوي الفكر التقليدي والحديث.
نُشرت مسودات أجزاء من كتابه عن الأساطير، الإلهة البيضاء، هناك في عامي1944 و 1945 في شكل ثلاث مقالات، «الكلب» و«روباك» و «الهُدهد».
يتم رقمنة المجلة من خلال مشروع المجلات على الإنترنت   في مكتبة ويلز الوطنية.

## قراءات أخرى
- كيدريش ريس، ذا ڨان بو  [وأعيد نشره عام 2012 من قبل سيرين مع الملاحظات البيولوجية]

## الملاحظات
1. ↑  وصلة مرجع: https://uvic2.coppul.archivematica.org/keidrych-rhys-fonds. الوصول: 30 أكتوبر 2020.
2. ↑  "Lynette Roberts". www.flashpointmag.com. مؤرشف من الأصل في 2017-12-01. اطلع عليه بتاريخ 2021-06-05.
3. ↑  "Hannan's Call to Order" (بالإنجليزية البريطانية). 14 Mar 2002. Archived from the original on 2016-03-15. Retrieved 2021-06-05.
4. ↑  "Wales | No. 1 | 1937 | Welsh Journals - The National Library of Wales". journals.library.wales (بالإنجليزية). Archived from the original on 2021-06-05. Retrieved 2021-06-05.